# تپه امامزاده
تپه امامزاده مربوط به دوران‌های تاریخی پس از اسلام است و در شهرستان بوئین‌زهرا، بخش آبگرم، روستای یمق واقع شده و این اثر در تاریخ ۲۵ اسفند ۱۳۸۰ با شمارهٔ ثبت ۵۵۰۷ به‌عنوان یکی از آثار ملی ایران به ثبت رسیده است.